# Potok Kolibkowski
Potok Kolibkowski, nazývaný také Kolibianka či kašubsky Kòlibsczô Strëga, je potok, který se nachází v městských čtvrtích Mały Kack a Orłowo ve městě Gdyně v Pomořském vojvodství v severním Polsku.

## Další informace
Potok má délku cca 2 km a získal jméno podle místní vesnice Kolibki (součást Orłowa), kterou také protéká. Část toku potoka je regulovaná a v minulosti se na potoku nacházel také vodní mlýn. Potok patří do úmoří Baltského moře (ústí do Gdaňského zálivu Baltského moře.

## Galerie

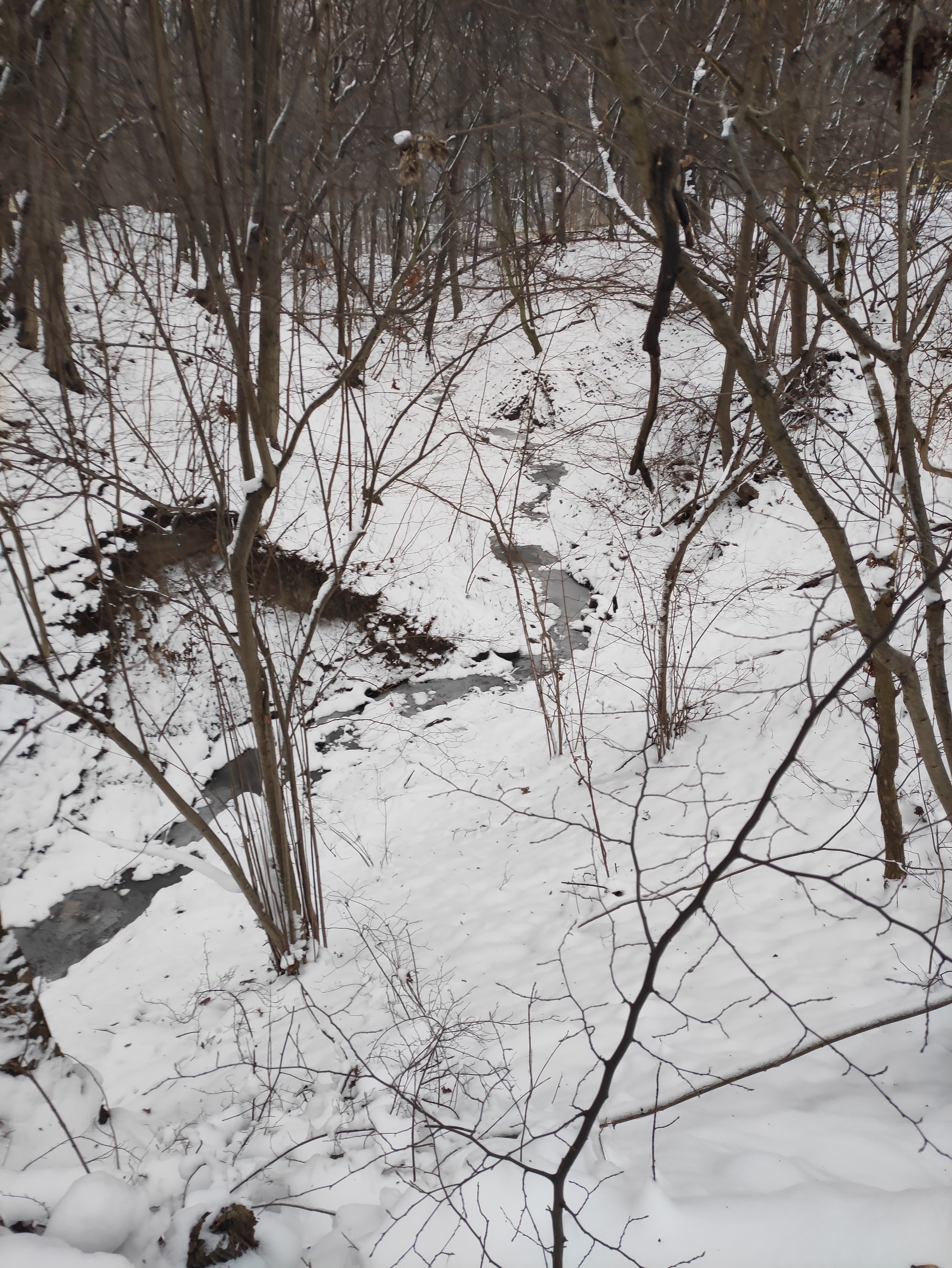
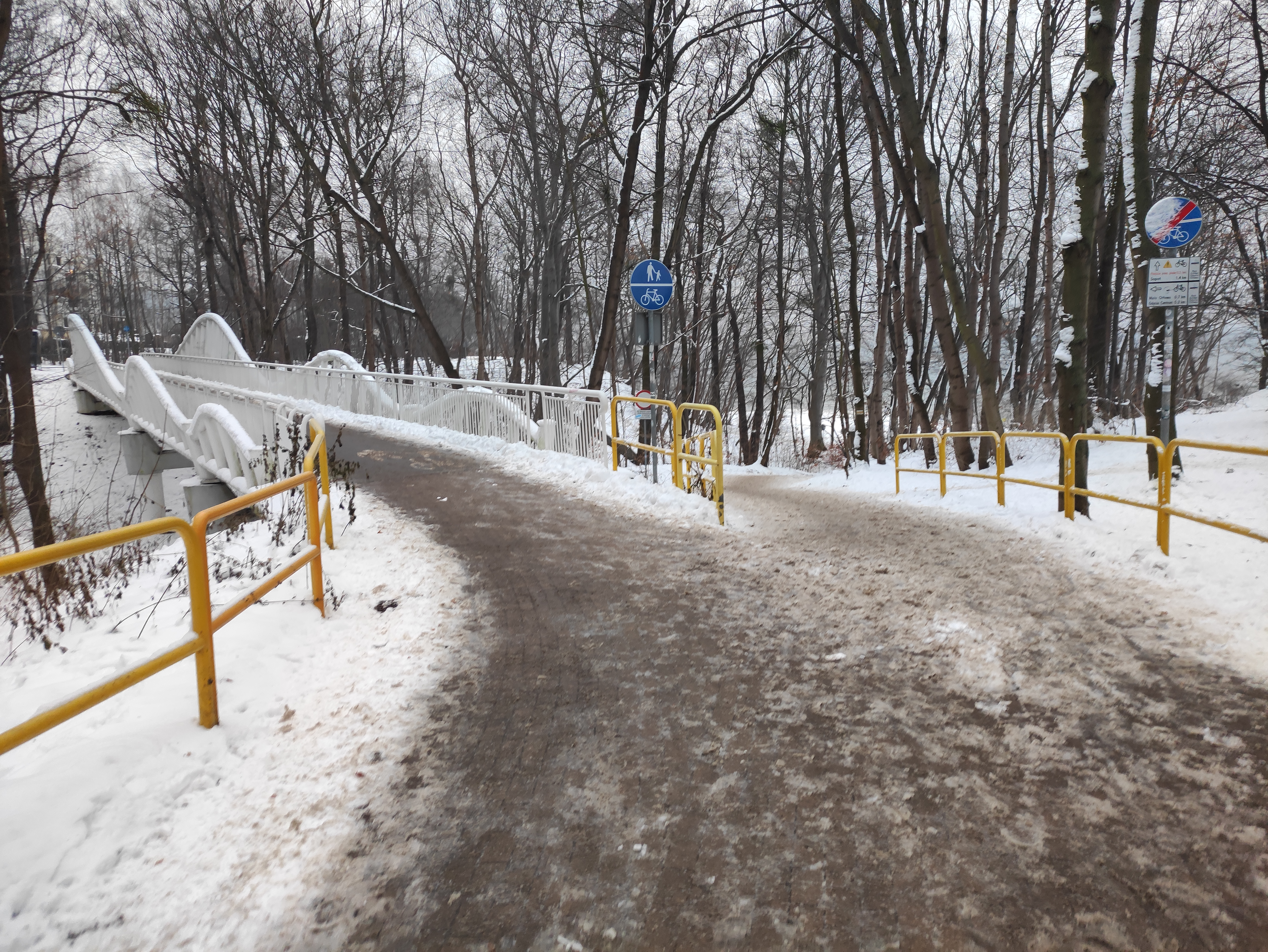
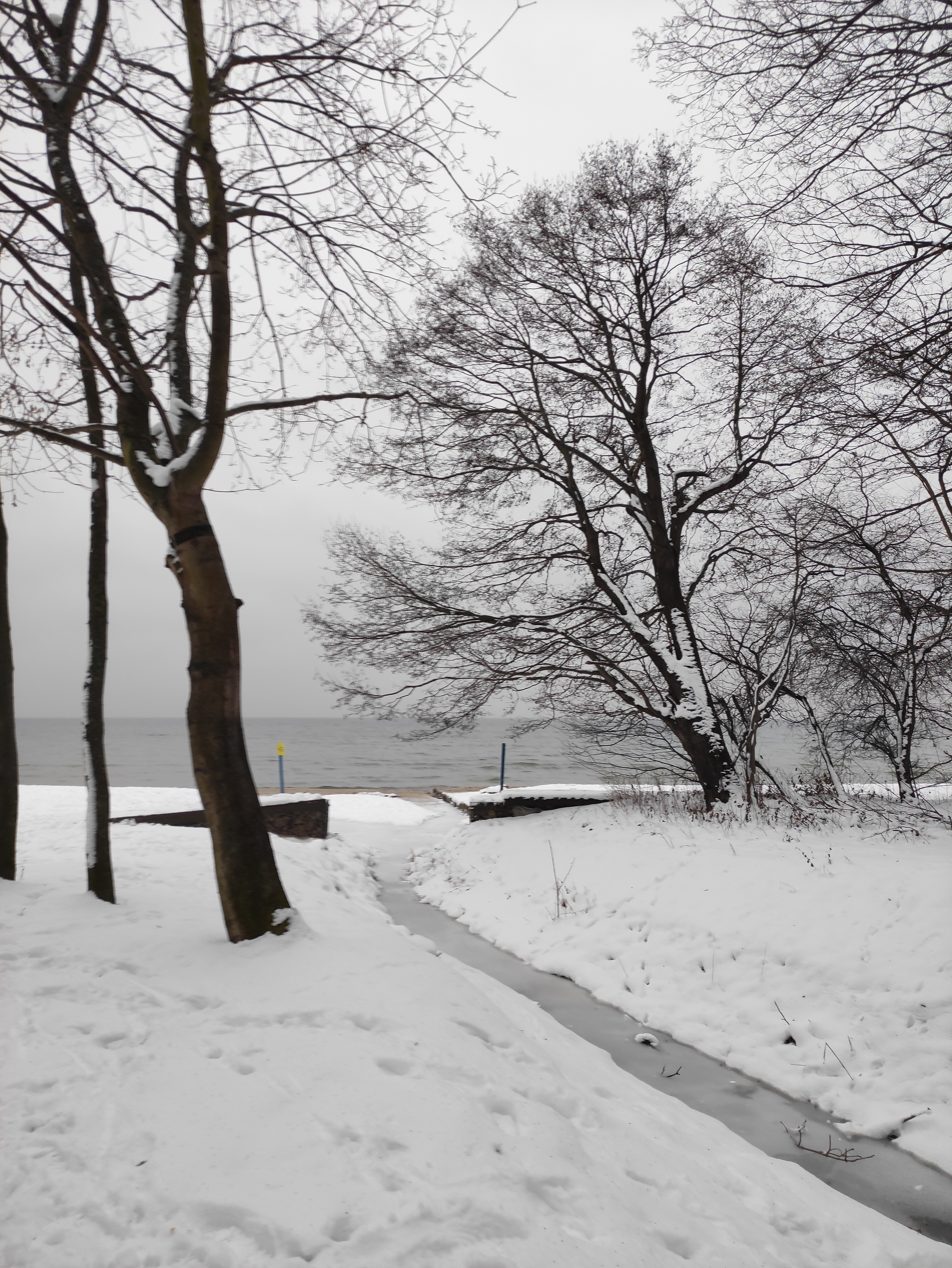
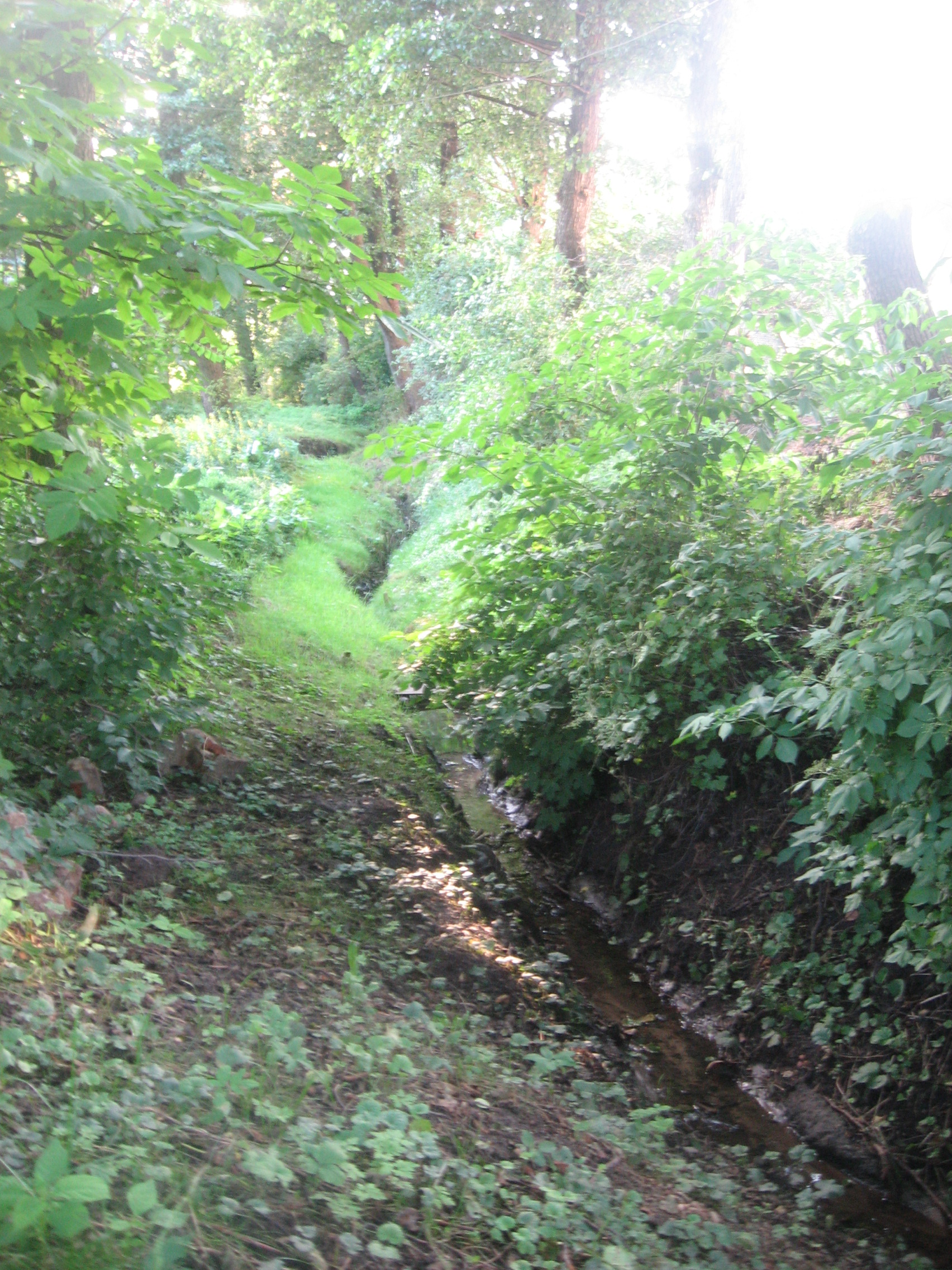
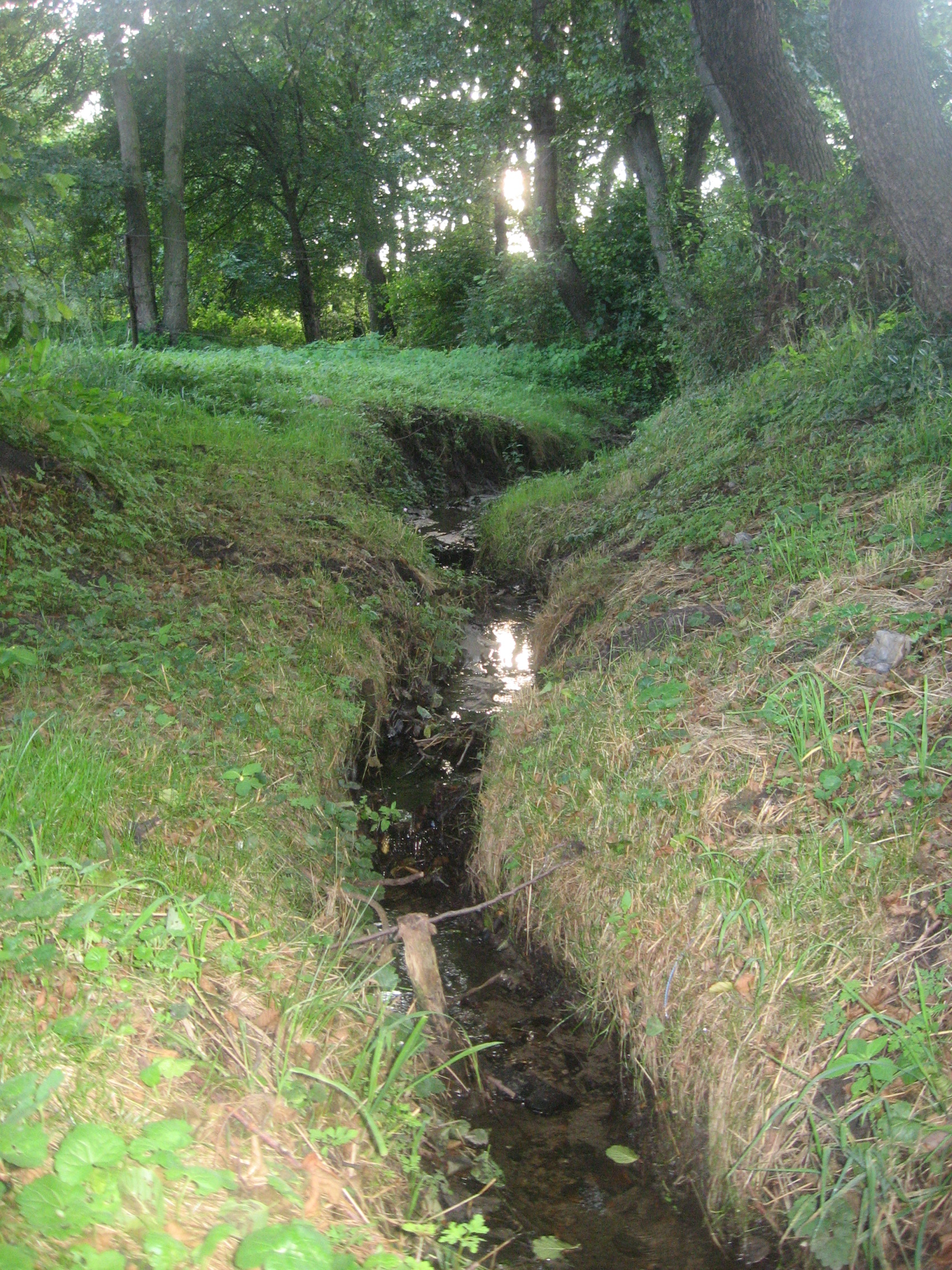
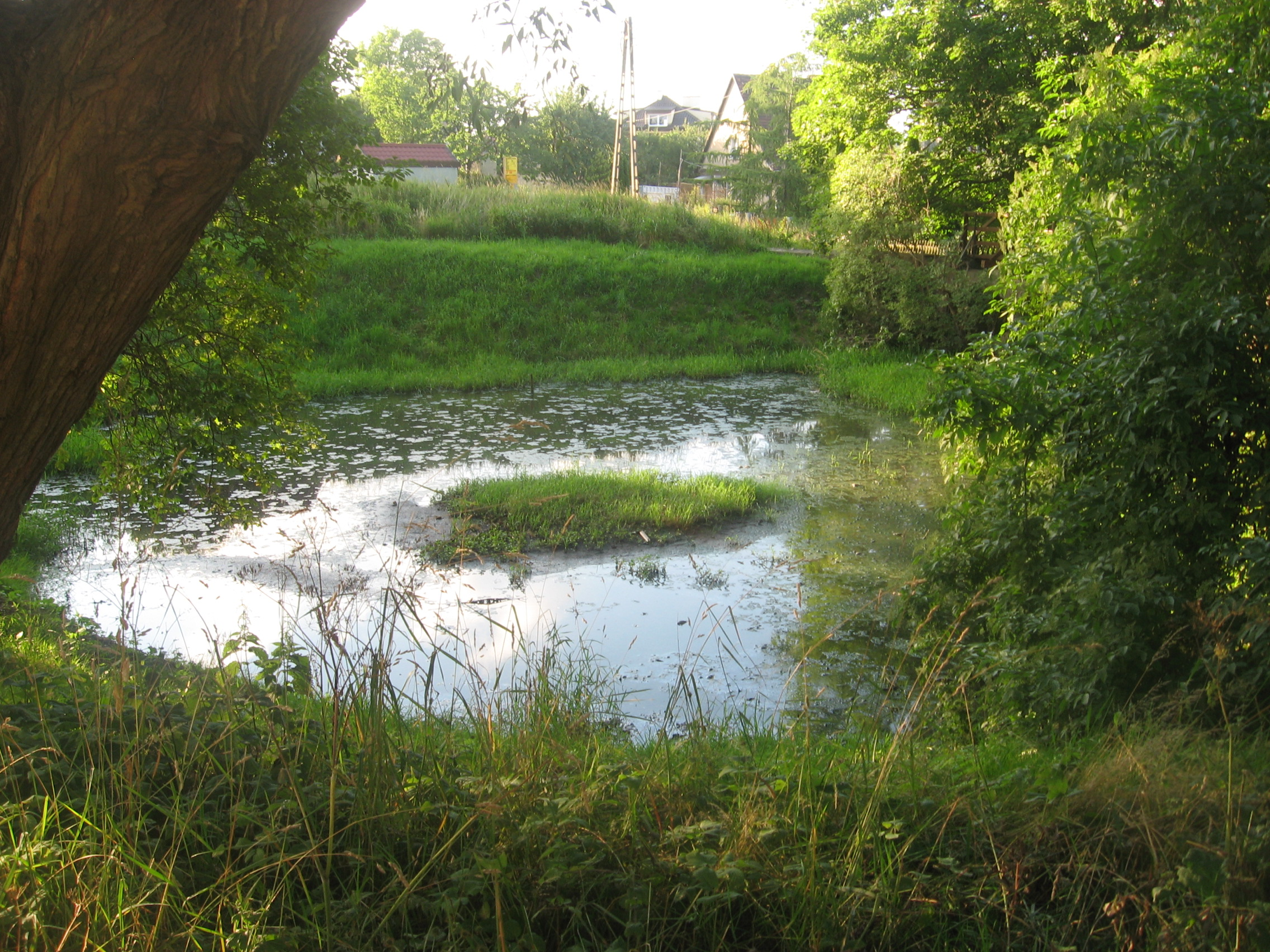